# Festival de Cine Europeo de Sevilla 2010
La 7.ª edición del Festival de Cine Europeo de Sevilla (en inglés: Seville European Film Festival o SEFF) se celebró en la capital andaluza del 5 al 13 de noviembre de 2010.

## Secciones

### Sección oficial
En ella participan las producciones europeas de los últimos dos años y que son inéditas en España.
| Título original                       | Título en inglés                      | Director            | País                                                                  | Año  |
| ------------------------------------- | ------------------------------------- | ------------------- | --------------------------------------------------------------------- | ---- |
| Chicas                                | Chicas                                | Yasmina Reza        | Francia                                                               | 2010 |
| De Gelukkige Huisvrouw                | The Happy Housewife                   | Antoinette Beumer   | Países Bajos                                                          | 2010 |
| De Vliegenierster van Kazbek          | The Aviatrix of Kazbek                | Ineke Smits         | Países Bajos Bélgica Dinamarca Georgia Alemania                       | 2010 |
| El regreso                            | The Return                            | Nonio Parejo        | España                                                                | 2009 |
| Flamenco Flamenco                     | Flamenco Flamenco                     | Carlos Saura        | España                                                                | 2010 |
| Hævnen                                | In a Better World                     | Susanne Bier        | Dinamarca                                                             | 2010 |
| Joy                                   | Joy                                   | Mijke de Jong       | Países Bajos                                                          | 2010 |
| Mavro Livadi                          | Black Field                           | Vardis Marinakis    | Grecia                                                                | 2010 |
| Mr. Nice                              | Mr. Nice                              | Bernard Rose        | Reino Unido España                                                    | 2009 |
| Naufragio                             | Wreckage                              | Pedro Aguilera      | España                                                                | 2010 |
| Ovsyanki                              | Silent Souls                          | Aleksei Fedorchenko | Rusia                                                                 | 2010 |
| Poll                                  | The Poll Diaries                      | Chris Kraus         | Alemania Austria Estonia                                              | 2010 |
| Son of Babylon                        | Son of Babylon                        | Mohamed Al-Daradji  | Irak Reino Unido Países Bajos Emiratos Árabes Unidos Egipto Palestina | 2010 |
| Szelíd Teremtés - A Frankenstein Terv | Tender Son – The Frankenstein Project | Kornél Mundruczó    | Hungría Alemania Austria                                              | 2010 |
| Zena sa Slomjenin nosem               | The woman with a broken nose          | Sr?an Koljevi?      | Alemania Serbia                                                       | 2010 |

### Sección EFA
Estas películas han sido preseleccionadas por la Academia de Cine Europeo (EFA por sus siglas en inglés, European Film Academy) para los Premios del Cine Europeo.  En esta sección se compite por el voto del público.
| Título original          | Título en inglés          | Director                 | País                                         | Año  |
| ------------------------ | ------------------------- | ------------------------ | -------------------------------------------- | ---- |
| 3 sezony v pekle         | 3 Seasons in Hell         | Tomas Masin              | República Checa                              | 2009 |
| Celda 211                | Cell 211                  | Daniel Monzón            | España                                       | 2009 |
| Des Hommes et des Dieux  | Of Gods and Men           | Xavier Beauvois          | Francia                                      | 2010 |
| Die Fremde               | When we Leave             | Feo Aladag               | Alemania                                     | 2009 |
| El secreto de sus ojos   | The Secret in Their Eyes  | Juan José Campanella     | Argentina España                             | 2009 |
| Giulias verschwinden     | Julia's Disappearance     | Christoph Schaub         | Suiza                                        | 2009 |
| Kenjac                   | Donkey                    | Antonio Nui              | Croacia                                      | 2009 |
| L’uomo che verrà         | The Man who will come     | Giorgio Diritti          | Italia                                       | 2009 |
| La prima cosa bella      | The First Beautiful Thing | Paolo Virzì              | Italia                                       | 2010 |
| Mamma Gogo               | Mamma Gogo                | Fridrik Thor Fridriksson | Islandia Noruega Suecia Alemania Reino Unido | 2010 |
| Ondine                   | Ondine                    | Neil Jordan              | Irlanda Estados Unidos                       | 2009 |
| Paha Perhe               | Bad Family                | Aleksi Salmenperä        | Finlandia                                    | 2009 |
| Slovenka                 | Slovenian Girl            | Damjan Kozole            | Eslovenia                                    | 2009 |
| Tamara Drewe             | Tamara Drewe              | Stephen Frears           | Reino Unido                                  | 2010 |
| Tessera Mavra Koustoumia | 4 Black Suits             | Renos Haralambidis       | Grecia                                       | 2010 |
| Upperdog                 | Upperdog                  | Sarah Johnsen            | Noruega                                      | 2010 |

### Sección Eurimages
Las producciones que compiten han sido financiadas en parte por los fondos Eurimages de la Unión Europea.
| Título original               | Título en inglés               | Director                    | País                            | Año  |
| ----------------------------- | ------------------------------ | --------------------------- | ------------------------------- | ---- |
| Beli Beli Svet                | White White World              | Oleg Novkovic               | Serbia                          | 2010 |
| Beogradski Fantom             | The Belgrade Phantom           | Jovan Todorovic             | Hungría Serbia Bulgaria         | 2009 |
| Besa                          | Besa                           | Srdjan Karanovic            | Serbia                          | 2010 |
| Bibliothèque Pascal           | Bibliothèque Pascal            | Szabolcs Hajdu              | Hungría Alemania Reino Unido    | 2009 |
| Carne de neón                 | Neon Flesh                     | Paco Cabezas                | España                          | 2010 |
| Kvinden der drømte om en mand | The Woman who dreamed of a Man | Per Fly                     | Dinamarca                       | 2009 |
| La prima linea                | The Front Line                 | Renato De Maria             | Italia Bélgica                  | 2009 |
| Neka ostane medju nama        | Just between us                | Rajko Grlic                 | Croacia Serbia Eslovenia        | 2010 |
| Robert Mitchum est Mort       | Robert Mitchum is Dead         | Olivier Babinet y Fred Kihn | Francia Polonia Bélgica Noruega | 2010 |

### SecciónEurodoc
Entran en concurso aquellos documentales de los años 2009 y 2010 que sean inéditos en España.
| Título original                            | Título en inglés                | Director                          | País                | Año  |
| ------------------------------------------ | ------------------------------- | --------------------------------- | ------------------- | ---- |
| Armadillo                                  | Armadillo                       | Janus Metz                        | Dinamarca           | 2010 |
| Barcelona, antes de que el tiempo lo borre | Barcelona, socialite            | Mireia Ros                        | España              | 2010 |
| Beyond this place                          | Beyond this place               | Kaleo La Belle                    | Suiza               | 2010 |
| De speler                                  | The player                      | John Appel                        | Países Bajos        | 2009 |
| Deux de la Vague                           | Two in the wave                 | Emmanuel Laurent                  | Francia             | 2009 |
| Draquila. L'Italia che trema               | Draquila, Italy Trembles        | Sabina Guzzant                    | Italia              | 2010 |
| Enemies of the People                      | Enemies of the People           | Rob Lemkin                        | Reino Unido Camboya | 2009 |
| Fughe e Approdi                            | Return to the Aeolian Islands   | Giovanna Taviani                  | Italia              | 2010 |
| Jane's Journey                             | Jane's Journey                  | Lorenz Knauer                     | Alemania            | 2010 |
| Las catedrales del vino                    | The Spanish wine cathedrals     | Eterio Ortega Santillana          | España              | 2010 |
| Miesten Vuoro                              | Steam of life                   | Joonas Berghäll y Mika Hotakainen | Suecia Finlandia    | 2010 |
| Secrets of the Tribe                       | Secrets of the Tribe            | José Padilha                      | Reino Unido Brasil  | 2009 |
| Último capítulo: adiós Nicaragua           | Last Chapter: Goodbye Nicaragua | Peter Torbiörnsson                | Suecia España       | 2010 |
| Vaarwel                                    | Farewell                        | Ditteke Mensink                   | Países Bajos        | 2009 |
| Waste Land                                 | Waste Land                      | Lucy Walker                       | Reino Unido Brasil  | 2010 |

### Sección Wild Tulips
La 7.ª edición del Festival de Cine Europeo de Sevilla ha decidido homenajear al cine que se produce en Holanda aprovechando que, durante las ediciones de 2008 y 2009, dos producciones neerlandesas se alzaron con el giraldillo de plata: Nothing Personal de Urszula Antoniak y Katia’s Sister de Mijke de Jong, respectivamente.
| Título original              | Título en inglés       | Director          | País                                            | Año  |
| ---------------------------- | ---------------------- | ----------------- | ----------------------------------------------- | ---- |
| Alles is Liefde              | Love is All            | Joram Lürsen      | Países Bajos                                    | 2007 |
| Bruidsvlucht                 | Bride Fight            | Ben Sombogaart    | Países Bajos                                    | 2008 |
| De Gelukkige Huisvrouw       | The Happy Housewife    | Antoinette Beumer | Países Bajos                                    | 2010 |
| De speler                    | The player             | John Appel        | Países Bajos                                    | 2009 |
| De Storm                     | The Storm              | Ben Sombogaart    | Países Bajos                                    | 2009 |
| De Vliegenierster van Kazbek | The Aviatrix of Kazbek | Ineke Smits       | Países Bajos Bélgica Dinamarca Georgia Alemania | 2010 |
| Johan Primero                | Johan Primero          | Johan Kramer      | Países Bajos España                             | 2010 |
| Joy                          | Joy                    | Mijke de Jong     | Países Bajos                                    | 2010 |
| Las Conversation             | Last Conversation      | Noud Heerkens     | Países Bajos                                    | 2009 |
| Shocking Blue                | Shocking Blue          | Mark de Cloe      | Países Bajos                                    | 2010 |
| Vaarwel                      | Farewell               | Ditteke Mensink   | Países Bajos                                    | 2009 |
| Win                          | Win                    | Jaap van Heusden  | Países Bajos                                    | 2010 |
| Zwart Water                  | Two Eyes Staring       | Elbert van Strien | Países Bajos                                    | 2009 |

### Sección Europa Junior
| Título original            | Título en inglés           | Director          | País             | Año  |
| -------------------------- | -------------------------- | ----------------- | ---------------- | ---- |
| Ben X                      | Ben X                      | Nick Balthazar    | Bélgica Francia  | 2007 |
| Chasseurs de Dragons       | Dragons' Hunters           | Guillaume Ivernel | Alemania Francia | 2008 |
| Exit through the Gift Shop | Exit through the Gift Shop | Banksy            | Reino Unido      | 2009 |
| Les Beaux Grosses          | -                          | Riad Sattouf      | Francia          | 2009 |
| Les Enfants de Timpelbach  | The Children of Timpelbach | Nicolas Bary      | Francia          | 2008 |

## Premios

### Giraldillo de oro a la mejor película de la Sección Oficial
Son of Babylon (2010) de Mohamed Al-Daradji  Irak  Reino Unido  Países Bajos  Emiratos Árabes Unidos  Egipto  Palestina

### Giraldillo de plata
Black Field (2010) de Vardis Marinakis  Grecia

### Premio especial del jurado
Tender Son – The Frankenstein Project (2010) de Kornél Mundruczó  Hungría  Alemania  Austria

### Mención especial del jurado
Joy (2010) de Mijke de Jong  Países Bajos y Naufragio (2010) de Pedro Aguilera  España

### Premio a la mejor dirección
Susanne Bier por Hævnen (2010)  Dinamarca

### Premio al mejor guion
Susanne Bier y Anders Thomas Jensen por In a Better World (2010)  Dinamarca

### Premio al mejor actor
Ryhs Ifans por Mr. Nice (2009) de Bernard Rose  Reino Unido  España

### Premio a la mejor actriz
Concedido ex-aequo a Samira Maas por Joy (2010) de Mijke de Jong  Países Bajos y a Sofia Georgovassili por Black Field (2010) de Vardis Marinakis  Grecia

### Giraldillo de oro a la mejor película de la SecciónEurodoc
Último capítulo: adiós Nicaragua (2010) de Peter Torbiörnsson  Suecia  España

### Mención especial del jurado en la SecciónEurodoc
Farewell (2009) de Ditteke Mensink  Países Bajos

### Premio Eurimages
The Front Line (2009) de Renato De Maria  Italia  Bélgica

### Gran premio del público en la Sección EFA
Tamara Drewe (2010) de Stephen Frears  Reino Unido

### Premio Jurado Campus
Son of Babylon (2010) de Mohamed Al-Daradji  Irak  Reino Unido  Países Bajos  Emiratos Árabes Unidos  Egipto  Palestina

### Premio ASECAN (Asociación de escritores cinematográficos de Andalucía)
Silent Souls (2010) de Aleksei Fedorchenko  Rusia con mención especial para Naufragio (2010) de Pedro Aguilera  España